# New-Kent-Kragen
Der New-Kent-Kragen ist eine Mischung aus Kentkragen und Haifischkragen. Nicht so breitgestellt wie der Haifischkragen, aber auch nicht so spitz wie der Kentkragen.
Der New-Kent-Kragen wird meist mit Krawatte oder einer Krawattenschleife getragen und passt zu festlichen Anlässen oder geschäftlichen Terminen.